# Harhoura

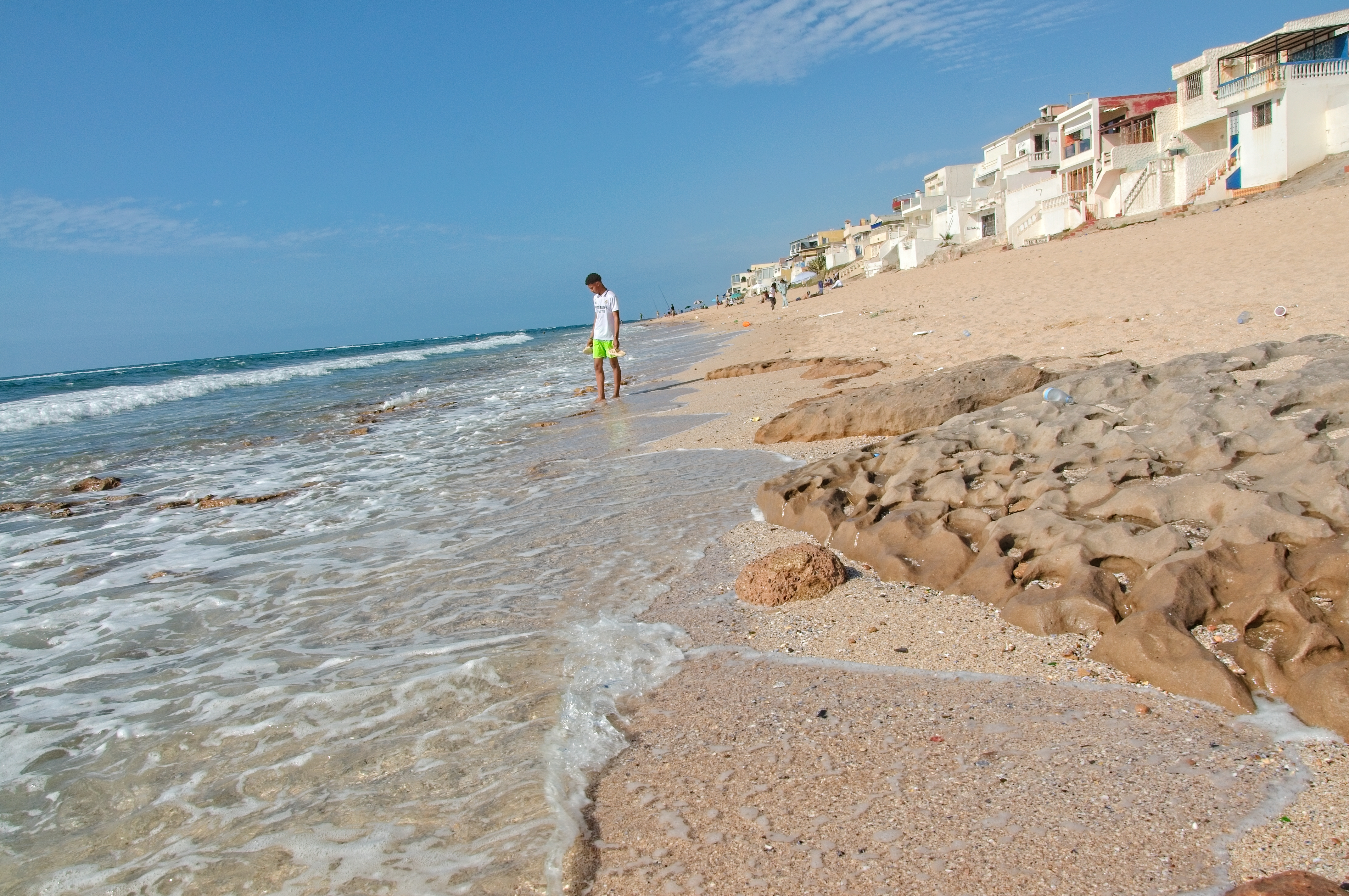
Plage Guy ville à Harhoura.

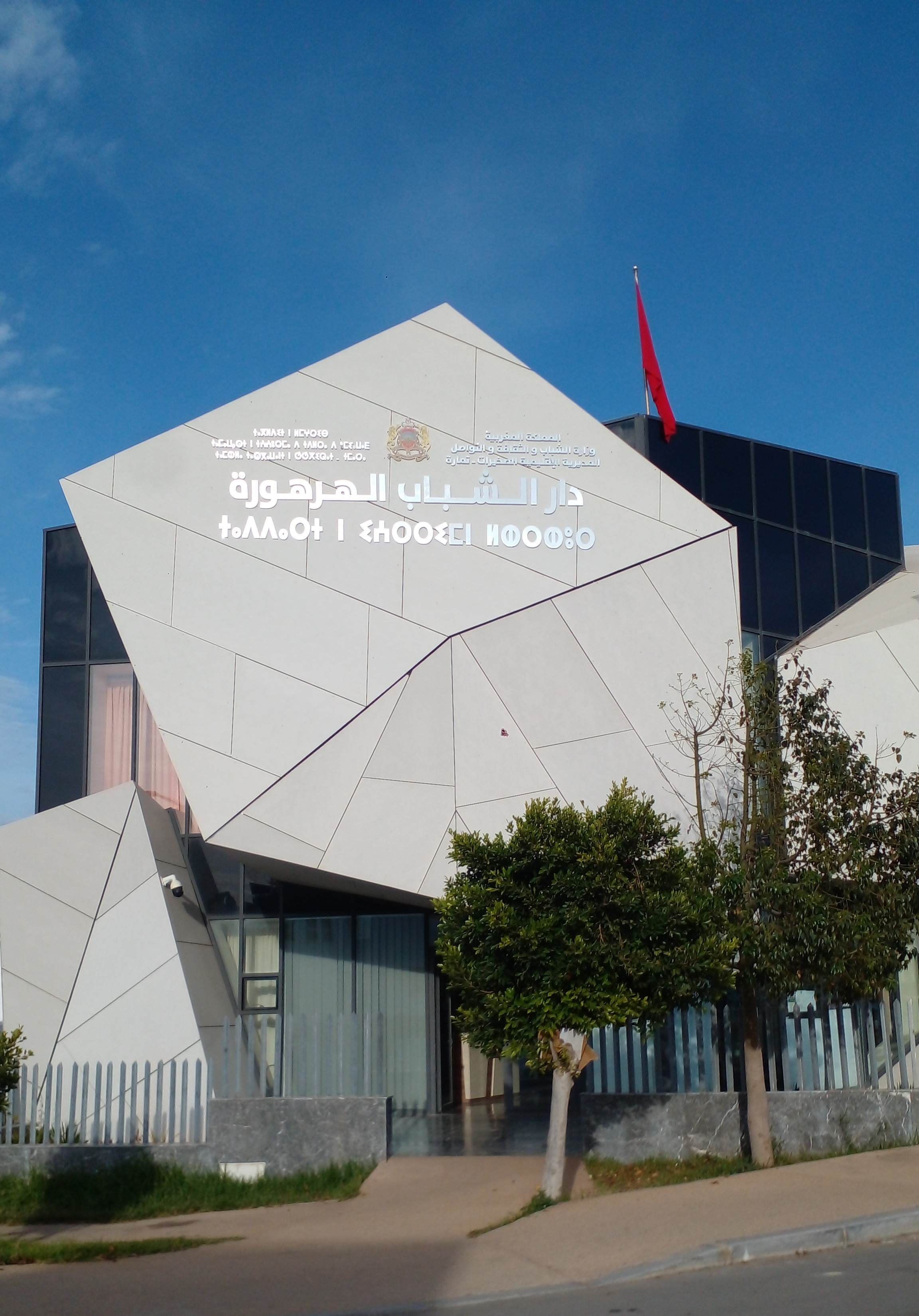
La maison de jeunes.

Harhoura ((ar) هرهورة) est une petite station balnéaire et résidentielle, située au bord de l'océan Atlantique, au sud de Rabat, la capitale, et au nord de Témara. Elle fait partie de la préfecture de Skhirate-Témara, au sein de la région Rabat-Salé-Kénitra.
Harhoura est une ville côtière située au sud de Rabat. Elle a été érigée en commune urbaine à la suite du découpage administratif de 1992. Auparavant, son territoire dépendait de la commune de Témara.
En 2024, sa population atteint 20 950 habitants selon le dernier recensement du HCP.   En 2014, elle était de 15 361 habitants.
Disposant de huit plages, Harhoura connaît un afflux en saison estivale.
Son accessibilité est assurée via la route côtière (RR 322) et l'autoroute (A1). Elle est reliée aux communes limitrophes (Témara et Ain Attiq) par 4 ponts sur l'autoroute A1 et par un pont sur l'oued Yekkem (Skhirat).
Harhoura dispose aussi d'une forêt de pin d'Alep et d'une partie de la ceinture verte qui sépare Rabat de Témara.
Harhoura est aussi un site préhistoriques majeur à l'échelle mondiale. Ses grottes révèlent une présence humaine de plus de 100.000 ans.

## Administration
Harhoura dépend de la Préfecture de Skhirate-Témara. 
Depuis les élections communales de 2021, le Président de la Commune de Harhoura est Monsieur Mohamed Lakhrif (محمد الخريف).  Il dispose d'une page Facebook.

## Site préhistorique
La commune de Harhoura est connue pour ses sites préhistoriques, El Harhoura I et II, qui ont notamment livré les plus anciennes parures, dont une pendeloque, et une mandibule datée de l'Atérien à El Harhoura I. Des fouilles sont entreprises par A. Debénath à partir de 1979 à El Harhoura I puis II.

### Harhoura I
Harhoura I, ou grotte Zourah, a été découverte en 1976 à l'occasion de la construction d'une maison, et fouillée à partir de 1977. La grotte s'étend sous deux maisons - mais à la date de 2004 seule la zone correspondant à l'une des maisons a été fouillée soit environ 100 m². Quatre niveaux d'occupation ont été trouvés. Le niveau 0, directement sur la roche du fond, contient des blocs d'effondrement et très peu d'outils lithiques, de facture grossière : galets à rares enlèvements. Les niveaux 1 et 2 sont atériens : là aussi, peu d'outils lithiques mais une faune importante et diversifiée, et plusieurs structures d'habitat : ensembles d'empierrements faits de cailloux de grès de dimensions sensiblement égales. Le niveau I de El Harhoura I est daté de 25 580 ± 130 ans à 41 160 ± 3 500 ans avant le présent (AP). La couche 2 a livré une amulette et une canine humaine.
Le niveau 3, lieu d'inhumation néolithique, a livré un squelette en bon état de conservation et 14 autres très fragmentaires ; certains étaient recouverts de pierres. Là encore, peu d'outils lithiques.
L'absence d'atelier de taille et de foyer suggère que le lieu n'était pas utilisé comme habitation permanente mais comme lieu de passage, par exemple pour la chasse.

### Harhoura II
André Debénath découvre ce lieu en 1976 lors d'une prospection, semble-t-il après la découverte d'Harhoura I, à 200 m au nord de cette dernière. Elle est fouillée dans un premier temps par Debénath en 1978 ; puis à partir de 1996 par Hajraoui et Debénath, ce dernier remplacé depuis 2000 par R. Nespoulet. Un sondage de Debénath dans les années 1970 a donné quatre couches :
- Couche I (au-dessus) : sédiments remaniés, sur 20 cm d'épaisseur[12].
- Couche II : correspondant à un amas coquillier sur 1 m d'épaisseur, une fosse y a été creusée par les Néolithiques ; quatre squelettes de Néolithiques y ont été trouvés, datés à environ 5321 à 4363 av. J.-C., dont deux lors des fouilles des années 1990 et dont les moulages sont exposés au Musée de l'histoire et des civilisations de Rabat ; en 2001 ont également été trouvés un crâne isolé et quelques fragments d'os[13].
- Couche III : sur environ 70 cm d'épaisseur moyenne qui peuvent être divisés en deux niveaux, elle contient une industrie de type épipaléolithique et de gros blocs d'effondrement.
- Couche IV : 1 m d'épaisseur, probablement atérienne.